# Kārjīj
Kārjīj (persiska: کارجیج) är en ort i Iran.   Den ligger i provinsen Khorasan, i den nordöstra delen av landet, 700 km öster om huvudstaden Teheran. Kārjīj ligger 1 149 meter över havet och antalet invånare är 172.
Terrängen runt Kārjīj är platt. Runt Kārjīj är det ganska tätbefolkat, med 56 invånare per kvadratkilometer. Närmaste större samhälle är Nīshābūr, 7,4 km norr om Kārjīj. Omgivningarna runt Kārjīj är i huvudsak ett öppet busklandskap.